# Darnell Alford
Darnell Alford (Newark, 11 giugno 1977) è un ex giocatore di football americano statunitense che ha militato nel ruolo di offensive guard nella National Football League (NFL).

## Carriera
Nel Draft NFL 2000, Arnold fu scelto dai Kansas City Chiefs nel corso del sesti giro (188º assoluto). Nella sua stagione da rookie disputò solamente una partita, mentre nella successiva scese in campo due volte, nessuna delle quali come titolare. Dopo essere stato spostato nei Berlin Thunder della NFL Europa per fare esperienza, chiuse la carriera nel 2002 con i New York Jets senza mai scendere in campo.